# مات رايلي
مات رايلي (بالإنجليزية: Matt Riley)‏ هو لاعب كرة قاعدة أمريكي، ولد في 2 أغسطس 1979 في أنتيوك في الولايات المتحدة.

## وصلات خارجية
- مات رايلي على موقعبيزبول رفرنس.كوم (الدوري الرئيسي) (الإنجليزية)